# Pan troglodytes troglodytes
O chimpanzé-central (Pan troglodytes troglodytes) é uma das quatro subespécies de chimpanzé-comum, o animal vivo mais parecido com o homem, junto com o bonobo. Vive marioritariamente na República do Congo, Camarões, Gabão e Guiné Equatorial, mas também em outras regiões.